# Barbosella schista
Barbosella schista är en orkidéart som beskrevs av Carlyle August Luer och Rodrigo Escobar. Barbosella schista ingår i släktet Barbosella och familjen orkidéer. Inga underarter finns listade i Catalogue of Life.